# Lorraine Bracco
Lorraine Bracco (født 2. oktober 1954 ) er en amerikansk skuespillerinde. Hun er mest kendt for sine roller som Karen Hill i Goodfellas og Dr. Jennifer Melfi i tv-serien The Sopranos.